# Norton P. Otis

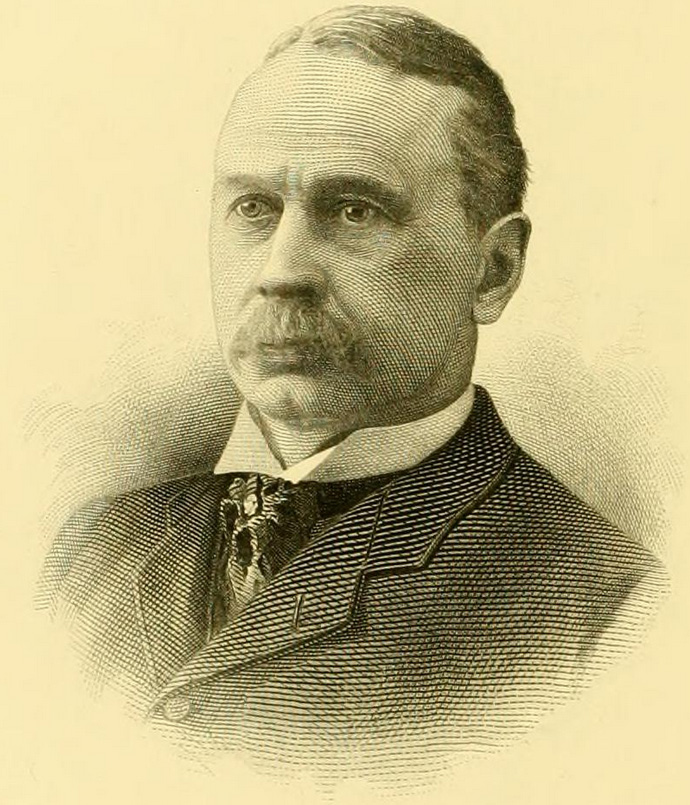
Norton P. Otis

Norton Prentiss Otis (* 18. März 1840 in Halifax, Vermont; † 20. Februar 1905 im Westchester County, New York) war ein US-amerikanischer Politiker. Zwischen 1903 und 1905 vertrat er den Bundesstaat New York im US-Repräsentantenhaus.

## Werdegang
Norton Prentiss Otis wurde ungefähr sechs Jahre vor dem Ausbruch des Mexikanisch-Amerikanischen Krieges in Halifax im Windham County geboren. Er besuchte öffentliche Schulen in Halifax sowie in Albany, Hudson und Yonkers. In seiner Jugend begann er mit seinem Vater mit der Herstellung von Aufzugsanlagen an – eine Tätigkeit, die er beinahe 50 Jahre lang ausübte. Zwischen 1880 und 1882 war er Bürgermeister von Yonkers. Er saß 1884 in der New York State Assembly. 1900 war er Präsident der New York State Commission bei der Weltausstellung in Paris. Ferner bekleidete er den Posten als Präsident des St. John’s Riverside Hospital of Yonkers.
Er kandidierte im Jahr 1900 erfolglos für einen Sitz im 57. Kongress. Politisch gehörte er der Republikanischen Partei an. Bei den Kongresswahlen des Jahres 1902 für den 58. Kongress wurde Otis im 19. Wahlbezirk von New York in das US-Repräsentantenhaus in Washington, D.C. gewählt, wo er am 4. März 1903 die Nachfolge von William Henry Draper antrat. Er starb vor dem Ende seiner Amtsperiode am 20. Februar 1905 in Hudson Terrace im Westchester County und wurde auf dem Oakwood Cemetery beigesetzt.